# Lijst van voetbalinterlands Nederland - Verenigde Staten (mannen)
Deze lijst van voetbalinterlands is een overzicht van alle officiële voetbalwedstrijden tussen de nationale teams van Nederland en de Verenigde Staten. De landen hebben tot op heden zes keer tegen elkaar gespeeld. Het eerste duel, een vriendschappelijke wedstrijd, was op 21 februari 1998 in Miami. De laatste ontmoeting, een achtste finale tijdens het Wereldkampioenschap voetbal 2022, vond plaats op 3 december 2022 in Ar Rayyan (Qatar).

## Wedstrijden
| № | № INT NED | Plaats    | Datum            | Competitie        | Wedstrijd                    | Uitslag |
| - | --------- | --------- | ---------------- | ----------------- | ---------------------------- | ------- |
| 1 | 542       | Miami     | 21 februari 1998 | Vriendschappelijk | Verenigde Staten − Nederland | 0 − 2   |
| 2 | 592       | Boston    | 19 mei 2002      | Vriendschappelijk | Verenigde Staten − Nederland | 0 − 2   |
| 3 | 608       | Amsterdam | 18 februari 2004 | Vriendschappelijk | Nederland − Verenigde Staten | 1 − 0   |
| 4 | 688       | Amsterdam | 3 maart 2010     | Vriendschappelijk | Nederland − Verenigde Staten | 2 − 1   |
| 5 | 760       | Amsterdam | 5 juni 2015      | Vriendschappelijk | Nederland − Verenigde Staten | 3 − 4   |
| 6 | 844       | Ar Rayyan | 3 december 2022  | WK 2022           | Nederland − Verenigde Staten | 3 − 1   |

## Samenvatting
| Competitie        | Totaal gespeeld | Winst Nederland | Gelijk | Winst Verenigde Staten | Doelsaldo Nederland – Verenigde Staten |
| ----------------- | --------------- | --------------- | ------ | ---------------------- | -------------------------------------- |
| WK-eindronde      | 1               | 1               | 0      | 0                      | 3 − 1                                  |
| Vriendschappelijk | 5               | 4               | 0      | 1                      | 10 − 5                                 |
| Totaal            | 6               | 5               | 0      | 1                      | 13 − 6                                 |

Wedstrijden bepaald door strafschoppen worden, in lijn met de FIFA, als een gelijkspel gerekend.

## Details

### Eerste ontmoeting
| Vriendschappelijk (Miami, Verenigde Staten, 21 februari 1998): |       |                                        |
| Verenigde Staten                                               | 0 – 2 | Nederland                              |
|                                                                | goals | 1' Ronald de Boer 46' Clarence Seedorf |

### Tweede ontmoeting
| Vriendschappelijk (Boston, Verenigde Staten, 19 mei 2002): |       |                                        |
| Verenigde Staten                                           | 0 – 2 | Nederland                              |
|                                                            | goals | 45' Roy Makaay 76' Andy van der Meijde |

### Derde ontmoeting
| Vriendschappelijk (Amsterdam, Nederland, 18 februari 2004): |       |                  |
| Nederland                                                   | 1 – 0 | Verenigde Staten |
| Arjen Robben 57'                                            | goals |                  |

### Vierde ontmoeting
| Vriendschappelijk (Amsterdam, Nederland, 3 maart 2010): |       |                      |
| Nederland                                               | 2 – 1 | Verenigde Staten     |
| Dirk Kuijt 40' (pen.) Klaas-Jan Huntelaar 73'           | goals | 89' Carlos Bocanegra |

### Vijfde ontmoeting
| Vriendschappelijk (Amsterdam, Nederland, 5 juni 2015): |              | |
| Nederland | 3 – 4        | Verenigde Staten |
| Klaas-Jan Huntelaar 27' Klaas-Jan Huntelaar 49' Memphis Depay 53' | goals        | 33' Gyasi Zardes 70' John Anthony Brooks 89' Daniel Williams 90' Bobby Wood |
| Guus Hiddink | bondscoach   | Jürgen Klinsmann |
| Jasper Cillessen Daryl Janmaat 46' Jeffrey Bruma Bruno Martins Indi Daley Blind Jordy Clasie 78' Quincy Promes Robin van Persie 57' Memphis Depay Georginio Wijnaldum Klaas-Jan Huntelaar 78' | opstellingen | Brad Guzan Timothy Chandler 46' Ventura Alvarado John Anthony Brooks 57' Brek Shea Michael Bradley 63' Kyle Beckerman 56' Alfredo Morales Fabian Johnson 65' Aron Jóhannsson 80' Gyasi Zardes |
| Gregory van der Wiel 46' Davy Pröpper 57' Wesley Sneijder 78' Luuk de Jong 78' Joël Veltman Karim Rekik Jetro Willems Stefan de Vrij Luciano Narsingh Tjaronn Chery Steven Berghuis Tim Krul  | wissels      | 46' Michael Orozco 56' Mikkel Diskerud 57' DeAndre Yedlin 63' Daniel Williams 65' Bobby Wood 80' Jordan Morris Brad Evans Nick Rimando Juan Agudelo Miguel Ibarra                             |
| Gregory van der Wiel 85' | gele kaarten | |
| - Debuut van Davy Pröpper (Vitesse) voor Nederland. |              | |

### Zesde ontmoeting
| WK 2022 (Ar Rayyan, Qatar, 3 december 2022): |              | |
| Nederland | 3 – 1        | Verenigde Staten |
| Memphis Depay 10' Daley Blind 45+2' Denzel Dumfries 81' | goals        | 76' Haji Wright |
| Louis van Gaal | bondscoach   | Gregg Berhalter |
| Andries Noppert Denzel Dumfries Jurriën Timber Virgil van Dijk Nathan Aké 90+3' Daley Blind Marten de Roon 46' Davy Klaassen 46' Frenkie de Jong Cody Gakpo 90+3' Memphis Depay 83' | opstellingen | Matt Turner 75' Sergiño Dest Walker Zimmerman Tim Ream 90+3' Antonee Robinson Yunus Musah Tyler Adams 67' Weston McKennie 67' Timothy Weah 46' Jesús Ferreira Christian Pulisic |
| Teun Koopmeiners 46' Steven Bergwijn 46' Xavi Simons 83' Matthijs de Ligt 90+3' Wout Weghorst 90+3'                                                                                 | wissels      | 46' Giovanni Reyna 67' Haji Wright 67' Brenden Aaronson 75' DeAndre Yedlin 90+2' Jordan Morris                                                                                  |
| Teun Koopmeiners 60' Frenkie de Jong 87' | gele kaarten | |
| - Debuut voor Xavi Simons (PSV) voor Nederland. |              | |

KNVB ·
A-internationals ·
Bondscoaches (m) ·
Topscorers ·
Nederlands vrouwenelftal ·
Bondscoaches (v) ·
Nederland B ·
Olympisch elftal ·
Jong Oranje ·
Nederland –20 ·
Nederland –19 ·
Nederland –18 ·
Nederland –17 ·
Nederland –16 ·
Nederland –15 ·
Nederlands amateurelftal ·
Nederlands zaterdagelftal ·
Jong OranjeLeeuwinnen ·
Vrouwen –20 ·
Vrouwen –19 ·
Vrouwen –18 ·
Vrouwen –17 ·
Vrouwen –16 ·
Vrouwen –15 ·
Militair mannenelftal ·
Militair vrouwenelftal ·
Strandteam ·
Vrouwen Strandteam ·
Futsalteam ·
Vrouwen Futsalteam

EK-wedstrijden ·
WK-wedstrijden ·
Resultaten kwalificaties en eindronden ·
Nederland B-wedstrijden ·
Officieuze wedstrijden ·
EK-wedstrijden vrouwen ·
WK-wedstrijden vrouwen ·
Resultaten vrouwen kwalificaties en eindronden
1905 – 1919 ·
1920 – 1929 ·
1930 – 1939 ·
1940 – 1949 ·
1950 – 1959 ·
1960 – 1969 ·
1970 – 1979 ·
1980 – 1989 ·
1990 – 1999 ·
2000 – 2009 ·
2010 – 2019 ·
2020 – 2029
2015 ·
2016 ·
2017 ·
2018 ·
2019 ·
2020 ·
2021 · 
2022
EK's: 1976 · 
1980 · 
1988 · 
1992 · 
1996 · 
2000 · 
2004 · 
2008 · 
2012 · 
2020 · 
2024
WK's: 1934 · 
1938 · 
1974 · 
1978 · 
1990 · 
1994 · 
1998 · 
2006 · 
2010 · 
2014 · 
2022
OS: 1908 ·
1912 ·
1920 ·
1924 ·
1928 ·
1948 ·
1952 ·
2008
Albanië ·
Andorra ·
Argentinië ·
Armenië ·
Australië ·
België ·
Bosnië en Herzegovina ·
Brazilië ·
Bulgarije ·
Canada ·
Chili ·
China ·
Colombia ·
Costa Rica ·
Curaçao ·
Cyprus ·
DDR ·
Denemarken ·
Duitsland ·
Ecuador ·
Egypte ·
Engeland ·
Estland ·
Faeröer ·
Finland ·
Frankrijk ·
GOS · 
Georgië ·
Ghana ·
Gibraltar ·
Griekenland ·
Hongarije ·
Ierland ·
IJsland ·
Indonesië ·
Iran ·
Israël ·
Italië ·
Ivoorkust ·
Japan ·
Joegoslavië ·
Kameroen ·
Kazachstan ·
Kroatië ·
Letland ·
Liechtenstein ·
Luxemburg ·
Malta ·
Marokko ·
Mexico ·
Moldavië ·
Montenegro ·
Nederlandse Antillen ·
Nigeria ·
Noord-Ierland ·
Noord-Macedonië ·
Noorwegen ·
Oekraïne ·
Oostenrijk ·
Paraguay ·
Peru ·
Polen ·
Portugal ·
Qatar ·
Roemenië ·
Rusland ·
Saarland ·
San Marino ·
Saoedi-Arabië ·
Schotland ·
Senegal ·
Servië en Montenegro ·
Slovenië ·
Slowakije ·
Sovjet-Unie ·
Spanje ·
Suriname ·
Thailand ·
Tsjechië ·
Tsjecho-Slowakije ·
Tunesië ·
Turkije ·
Uruguay ·
Verenigd Koninkrijk ·
Verenigde Staten ·
Wales ·
Wit-Rusland ·
Zuid-Afrika ·
Zuid-Korea ·
Zweden ·
Zwitserland
Argentinië (1978) ·
Argentinië (2006) ·
Argentinië (2014) ·
Argentinië (2022) ·
Australië (2014) ·
Brazilië (2014) ·
Chili (2014) · 
Costa Rica (2014) ·
Denemarken (2010) ·
Denemarken (2012) ·
Duitsland (2012) · 
Ecuador (2022) · 
Frankrijk (2008) ·
Italië (2008) ·
Ivoorkust (2006) ·
Japan (2010) ·
Kameroen (2010) ·
Mexico (2014) · 
Noord-Macedonië (2021) · 
Oekraïne (2021) · 
Oostenrijk (2021) · 
Portugal (2006) ·
Portugal (2012) ·
Portugal (2019) ·
Qatar (2022) ·
Roemenië (2008) ·
Rusland (2008) ·
San Marino (2011) ·
Senegal (2022) ·
Servië en Montenegro (2006) ·
Sovjet-Unie (1988) ·
Spanje (2010) ·
Spanje (2014) ·
Tsjechië (2021) · 
Uruguay (2010) ·
Verenigde Staten (2022) · 
West-Duitsland (1974)
USSF · A-internationals · Selecties · Bondscoaches · Amerikaans vrouwenelftal · Olympisch elftal · USA -21 · USA -20 · USA -19 · USA -18 · USA -17
1885 – 1919 · 
1920 – 1929 · 
1930 – 1939 · 
1940 – 1949 · 
1950 – 1959 · 
1960 – 1969 · 
1970 – 1979 · 
1980 – 1989 · 
1990 – 1999 · 
2000 – 2009 · 
2010 – 2019 ·
2020 − 2029
CA 1993 · 
CA 1995 · 
CA 2007 · 
CA 2016
CC 1992 · 
CC 1999 · 
CC 2003 · 
CC 2009
WK 1930 · 
WK 1934 · 
WK 1950 · 
WK 1990 · 
WK 1994 · 
WK 1998 · 
WK 2002 · 
WK 2006 · 
WK 2010 · 
WK 2014
OS 1904 · 
OS 1924 · 
OS 1928 · 
OS 1936 · 
OS 1948 · 
OS 1952 · 
OS 1956 · 
OS 1972 · 
OS 1984 · 
OS 1988 · 
OS 1992 · 
OS 1996 · 
OS 2000 · 
OS 2008
Algerije ·
Antigua en Barbuda ·
Argentinië ·
Armenië ·
Australië ·
Azerbeidzjan ·
Barbados ·
België ·
Belize ·
Bermuda ·
Bolivia ·
Bosnië en Herzegovina ·
Brazilië ·
Canada ·
Chili ·
China ·
Colombia ·
Costa Rica ·
Cuba ·
Curaçao ·
Denemarken ·
DDR ·
Duitsland ·
Ecuador ·
Egypte ·
El Salvador ·
Engeland ·
Estland ·
Finland ·
Frankrijk ·
Ghana ·
GOS ·
Grenada ·
Griekenland ·
Guatemala ·
Guyana ·
Haïti ·
Honduras ·
Hongarije ·
Ierland ·
IJsland ·
Iran ·
Israël ·
Italië ·
Ivoorkust ·
Jamaica ·
Japan ·
Joegoslavië ·
Kaaimaneilanden ·
Kameroen ·
Koeweit ·
Letland ·
Liechtenstein ·
Luxemburg ·
Malta ·
Marokko ·
Martinique ·
Mexico ·
Moldavië ·
Nederland ·
Nederlandse Antillen ·
Nicaragua ·
Nieuw-Zeeland ·
Nigeria ·
Noord-Ierland ·
Noord-Korea ·
Noord-Macedonië ·
Noorwegen ·
Oekraïne ·
Oezbekistan ·
Oman ·
Oostenrijk ·
Panama ·
Paraguay ·
Peru ·
Polen ·
Portugal ·
Puerto Rico ·
Qatar ·
Roemenië ·
Rusland ·
Saint Kitts en Nevis ·
Saint Vincent en de Grenadines ·
Saoedi-Arabië ·
Schotland ·
Servië ·
Slovenië ·
Slowakije ·
Sovjet-Unie ·
Spanje ·
Thailand ·
Trinidad en Tobago ·
Tsjechië ·
Tsjecho-Slowakije ·
Tunesië ·
Turkije ·
Uruguay ·
Venezuela ·
Wales ·
Zuid-Afrika ·
Zuid-Korea ·
Zweden ·
Zwitserland
Algerije (2010) ·
België (2014) ·
Brazilië (2009, 2) ·
Duitsland (2014) ·
Engeland (2010) ·
Ghana (2006) · 
Ghana (2014) · 
Italië (2006) · 
Nederland (2022) ·
Portugal (2014) ·
Slovenië (2010) ·
Tsjechië (2006)